# Meta turbatrix
Meta turbatrix är en spindelart som beskrevs av Eugen von Keyserling 1887. Meta turbatrix ingår i släktet Meta och familjen käkspindlar.
Artens utbredningsområde är New South Wales. Inga underarter finns listade i Catalogue of Life.